# Escadrille SPA 103
Escadrille SPA 103 je letka Francouzského letectva, která se v době první světové války zařadila mezi elitní stíhací jednotky působící na západní frontě. Mezi jejími příslušníky byla řada es, včetně nejúspěšnějšího spojeneckého stíhače první světové války René Foncka. V současnosti je útvar jednou z letek Escadron de chasse 1/2 Cigognes.

## Historie

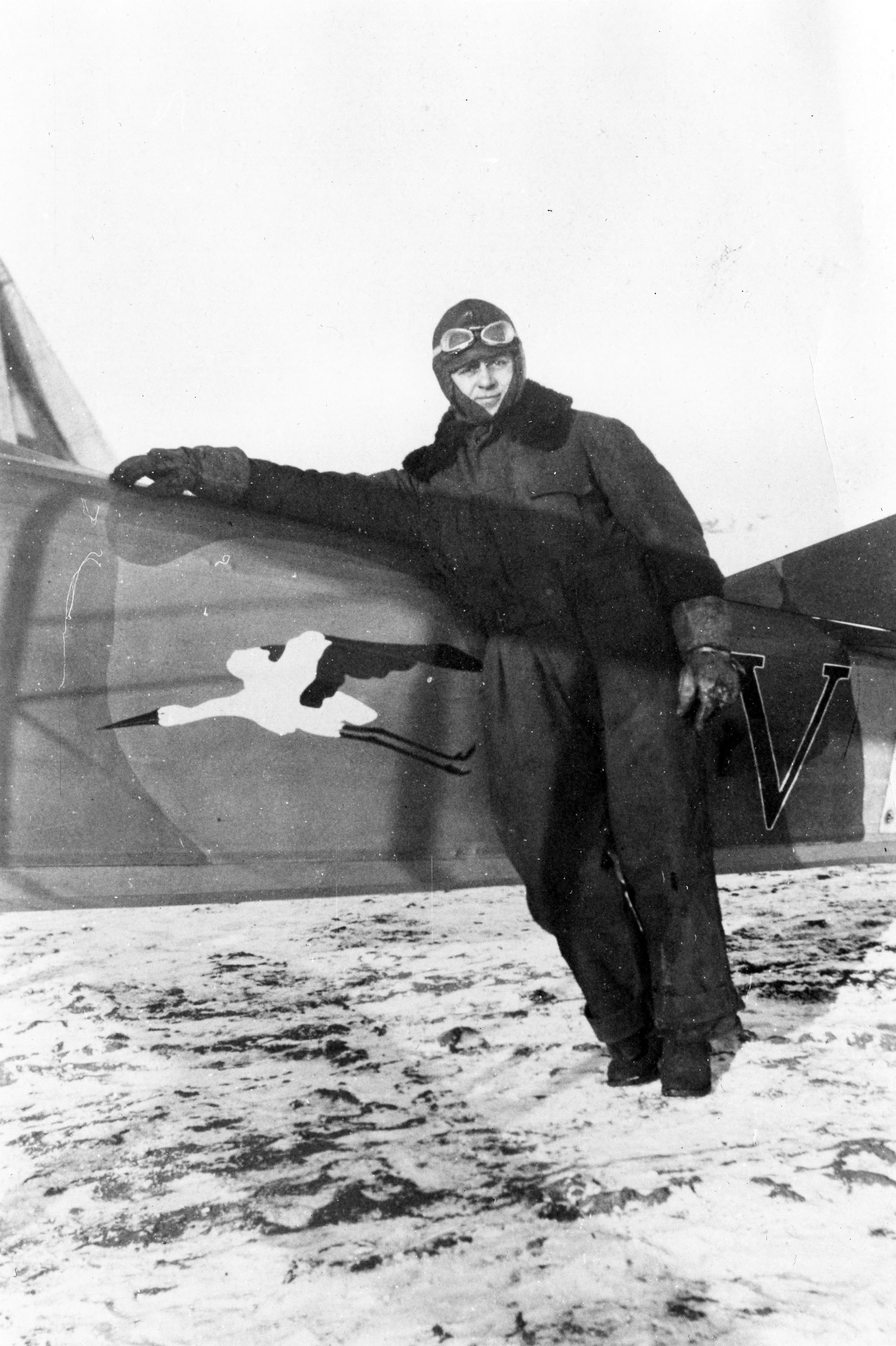
Phelps Collins, americký dobrovolník ve francouzských leteckých silách, před svým strojem

Escadrille 103 vznikla 2. srpna 1914 v Longvic jako průzkumná letka BR 17, vybavená stroji Breguet U.2. 16. listopadu 1914 byla přezbrojena typem Voisin III a její označení se změnilo na VB 3. 23. listopadu téhož roku se stala součástí Groupe de bombardement No. 1 (bombardovací skupiny č. 1) pod velením commandanta Louise de Goys de Mezeyrac. 4. března 1915 bylo její označení změněno na VB 103. Jako součást GB 1 byla dvakrát citována v armádních rozkazech generála Foche, poprvé 1. června 1915 po náletu na továrnu na bojové plyny v Ludwigshafenu 27. května, a poté 19. září, po náletu na Friedrichshafen 13. září 1915.:s.103
19. února 1916 byla jednotka transformována na stíhací letku, vybavena stroji Nieuport 11 a 12,:s.368 a přeznačena na N 103. Následně byla 16. dubna sdružena s letkami N 3, N 26 a N 73 do „Groupement de Combat de la Somme“ (Bojové uskupení „Somme“), podřízené 6. armádě. Později byly této formaci dočasně přiděleny i letky N 37, N 62, a N 65. Velitelem seskupení se stal capitaine Felix Brocard. 1. listopadu byly čtyři původní letky uskupení „Somme“ sloučeny do „Groupe de Combat 12“ (bojová skupina 12, GC 12), jejímž velitelem i nadále zůstal Brocard.:s.103 Letouny Nieuport a později SPAD jednotlivých letek skupiny nesly označení emblémem čápa v různých fázích letu, a útvar byl následně znám pod přezdívkou „Čápi“ (francouzsky „Les Cigognes“).
28. ledna 1917 byla GC 12 přidělena 10. armádě, a v březnu následovalo přeložení do podřízenosti 7. armády. 12. července 1917 byla formace přeložena do Flander, kde působila v rámci 1. armády. 11. prosince 1917 byla GC 12 opět přeřazena k 6. armádě.:s.103:s.89 GC 12 byla následně v 5. června 1918 přeřazena opět k 10. armádě, 17. července k 5., 29. července k 1.:s.89 a 9. září 1918 k 2. armádě. 9. září 1918 byla letka potřetí citována v rozkazech, ovšem poprvé pod svým novým označením SPA 103. Zde jí bylo přiznáno 85 nepřátelských letounů jako jistě sestřelených a 69 dalších vyřazených z boje. Celkové skóre letky za dobu války zahrnulo 108 letounů a 3 pozorovací balóny nepřítele.:s.103
Tradice jednotky jsou zachovávány současným Francouzským letectvem a čáp původem z emblému letky SPA 103 je nejvýše umístěným ve znaku stíhací peruti 1/2 Cigognes.

## Velitelé
- Escadrille BR 17/VB 3
  - capitaine Georges Benoist: 2. srpna 1914

- Groupe de bombardement No. 1
  - commandant Louis de Gous de Mezeyrac: 23. listopad 1914 - 27. květen 1915 (zajat)
  - capitaine Willermoz: 28. květen 1915 - 15. červen 1915
  - lieutenant de vaisseau Cayla: 15. červen 1915 - 30. červen 1915
  - capitaine Max Boucher: 1. červenec 1915 - 22. říjen 1915
  - lieutenant de Monju: 23. říjen 1915 - počátek února 1916

- Escadrille N 103/SPA 103
  - capitaine Gallet: únor 1916 - 12. červenec 1916
  - lieutenant Barbey: červenec 1916
  - capitaine Jean d'Harcourt: konec července 1916 - 27. březen 1918
  - lieutenant Joseph Battle: od 27. března 1918 do konce války

## Významní příslušníci
- René Fonck
- Auguste Baux

## Letadla
- Breguet U.2: srpen 1914 - listopad 1914
- Voisin III: listopad 1914
- Nieuport 11/12: únor 1916
- Nieuport 16: červen 1916[2]:s.278
- Nieuport 17
- Nieuport 23
- Nieuport 24: léto až podzim 1917
- SPAD S.VII
- SPAD S.XII
- SPAD S.XIII